# Arsenal of Megadeth
Arsenal of Megadeth — видео-альбом американской хэви/треш-метал-группы Megadeth, выпущенный в 2006 году на двух DVD-дисках. Альбом является антологией видео группы за двадцать лет. Он содержит видеоклипы, живые выступления, интервью, кадры из документальных фильмов и прочее. Arsenal of Megadeth добился золотого статуса в США и платинового в Канаде и Аргентине.
На обложке альбома изображён маскот группы Вик Раттлхэд, несущий в руках бомбу. Надписи на бомбе выполнены на хангыле (письменности корейцев) и гласят следующее:
- 메가데스 = Megadeth
- 병기창 = «Военный банк», «склад боеприпасов», «арсенал»
- 메가데스 병기창 = «Арсенал Megadeth»

## Список композиций

### Диск 1
1. Выдержки из фильма Радиоболтовня
2. Клип на песню «Peace Sells»
3. Интервью 1986 года
4. Клип на песню «Wake Up Dead»
5. Интервью Пенелопы Сфирис
6. Клип на песню «In My Darkest Hour»
7. Промовидео к альбому So Far, So Good... So What!
8. Клип на песню «Anarchy in the U.K.»
9. Клип на песню «No More Mr. Nice Guy»
10. Прослушивание Марти Фридмена
11. Телевизионное промовидео к альбому Rust in Peace
12. Съёмки с концертов в рамках тура Clash of the Titans 1990 года
13. Клип на песню «Holy Wars... The Punishment Due»
14. Кадры из выступления в передаче Headbangers Ball 18 мая 1991 года
15. Клип на песню «Hangar 18»
16. Клип на песню «Go to Hell»
17. Телевизионное промовидео к альбому Countdown to Extinction
18. Три скомпилированных проморолика «Rock the Vote»
19. Клип на песню «Symphony of Destruction»
20. Клип на песню «Symphony of Destruction» (Edited Gristle Mix)
21. Клип на песню «Skin o' My Teeth»
22. Клип на песню «High Speed Dirt»
23. Клип на песню «Foreclosure of a Dream»
24. Кадры из выступления A Day in the Life of Hollywood 1992 года
25. Клип на песню «Sweating Bullets»

### Диск 2
1. Выдержки из Evolver: The Making of Youthanasia
2. Клип на песню «Train of Consequences»
3. Видео о съёмках клипа «Train of Consequences»
4. Телевизионное промовидео к альбому Youthanasia
5. Интервью Ника Менцы 1994 года
6. Выступление Night of the Living Megadeth 1994 года
7. Выступление MTV Most Wanted 1995 года
8. Интервью Дэйва Мастейна 1994 года
9. Клип на песню «À Tout le Monde»
10. Интервью Мастейна и Менцы 1994 года
11. Клип на песню «Reckoning Day»
12. Телевизионное промовидео к альбому Cryptic Writings
13. Клип на песню «Trust»
14. Видео о съёмках клипа «Trust»
15. Телевизионное промовидео Cryptic TV
16. Клип на песню «Almost Honest»
17. Клип на песню «A Secret Place»
18. Интервью 1998 года
19. Кадры из ТВ-шоу The Drew Carey Show 1998 года
20. Промовидео к альбому Risk
21. Клип на песню «Insomnia»
22. Клип на песню The Scorpion
23. Клип на песню Of Mice And Men
24. «Sweating Bullets» (выступление на Gigantour, 2005 год)
25. «Peace Sells» (выступление на Gigantour, 2005 год)
26. Кадры работ над обложкой к альбому Youthanasia

## Участники записи
- Дэйв Мастейн: вокал, гитара
- Дэвид Эллефсон: бас-гитара, бэк-вокал
- Марти Фридмен: гитара
- Крис Поланд: гитара
- Джефф Янг: гитара
- Глен Дровер: гитара
- Гар Самуэльсон: барабаны
- Чак Белер: барабаны
- Ник Менца: барабаны
- Джимми Деграссо: барабаны
- Шон Дровер: барабаны
- Джеймс Макдонау: бас-гитара